# コンコード (ノースカロライナ州)
コンコード（英: Concord）は、アメリカ合衆国ノースカロライナ州の都市。カバラス郡の郡庁所在地である。人口は10万5240人（2020年）で、郡内最大である。シャーロットの北東32キロメートルに位置している。シャーロット都市圏ではシャーロットに次いで第2位の規模である。
コンコードにはシャーロット・モーター・スピードウェイがあり、NASCARの多くのドライバーが本部を置いている。

## 歴史

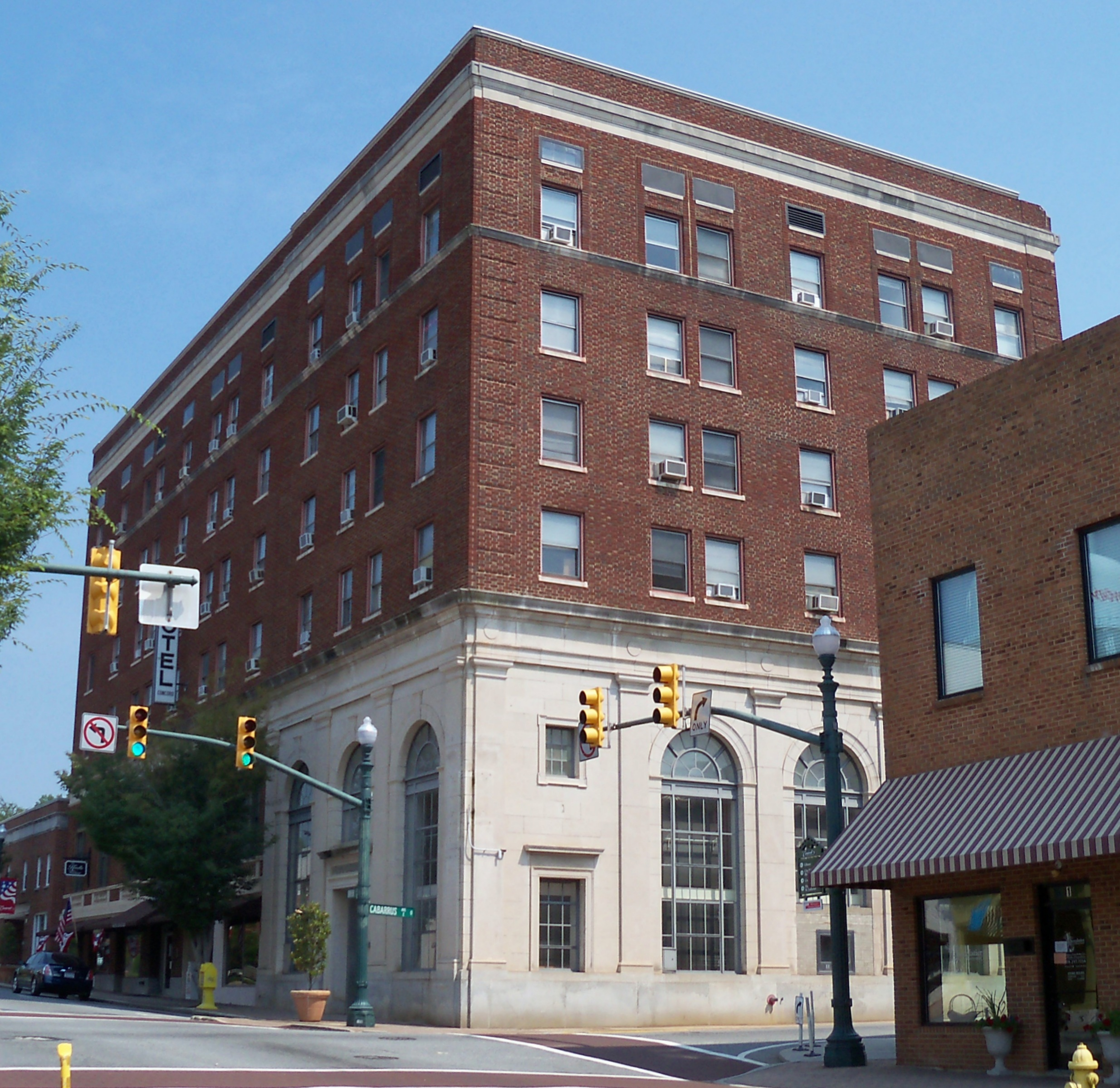
オールドダウンタウンのホテル

コンコードはシャーロット大都市圏では急速に成長している北東4分の1にある。町は先ず1750年に入植された。「コンコード」という名称は「調和がある」という意味である。アメリカ合衆国の標準でコンコードは古い町と考えられている。法人化は1806年だった。現在、当初の町の境界を示す標識が中心街で見られる。
コンコードの南ユニオン通りとエッジウッド・アベニューには、19世紀後半から20世紀初めの歴史的家屋が総対的に集まっている。北ユニオン歴史地区の中には記念庭園がある。この庭園は広さが3エーカー (12,000 m2) あり、第一長老派教会の200年の歴史がある墓地を通っている。
コンコードが法人化された1800年代初めから1970年代まで、司法機関は中心街を中心にあった。その時から市域の併合の大半は市の中心から西側、シャーロット市がある方向で発生してきた。市域の一部はカバラス郡とメクレンバーグ郡の郡境に接している。
市内のアメリカ合衆国国家歴史登録財としては、次のものがある。カバラス郡庁舎、バーバー・スコティア・カレッジ、ボージャー・ハートセル農園、マッカーディ丸太小屋、ミル・ヒル、北ユニオン通り歴史地区、オーデル・ロック・ランドルフ綿糸工場、リード金鉱山、南ユニオン通り庁舎と商業歴史地区、南ユニオン通り歴史地区、スペアズ邸、ストーンウォール・ジャクソン訓練学校歴史地区、ユニオン通りノース・カバラス・アベニュー商業歴史地区

## 地理と気候
コンコード北緯35度24分16秒 西経80度36分2秒 / 北緯35.40444度 西経80.60056度 (35.404340, -80.600474)に位置し、カバラス郡では西部にある。
ノースカロライナ州のピードモント台地にあり、うねりのある丘陵と森林が特徴である。放置されている土地は、数年の内に自然林に戻るのが通常である。気候は冷涼な冬と、暑く湿気た夏が特徴である。冬の平均最高気温は 43°F (6 ℃)、最低気温は 29°F (-2 ℃) である。夏の平均気温は79°F (26 ℃) であり、最高気温は88°F (31 ℃) になる。夏の日中の気温が90°F (32 ℃)台の半ばから後半になるのはよくあることであり、時として100°F (38 ℃)を超えることもある。冬の夜間には10°F (-13 ℃)台にまで冷えるのが通常だが、日中は概して氷点よりも高くなる。年間降水量は43.8インチ (1,110 mm) とそこそこあり、2月と4月の雨量が少ない。冬の降水は少ないが頻度が高く、夏の降水は多くてたまにしか降らない。春と夏には雷雨がよくあり、軽いものも激しいものもある。日照率は夏で70%、冬は55%である。風は南西から吹くことが多く、春の平均最高風速は9マイル/時 (14 km/h) である。
市域総面積は60.3平方マイル (156.2 km2)であり、水域は0.04平方マイル (0.1 km2)で水域率は0.06%である。中心街の中央の標高は215メートルである。
コンコードは、ノースカロライナ州最大都市であるシャーロット市の北東に位置している。コンコードは、シャーロット大都市圏の中では第2位の都市である。シャーロットからソールズベリーのほぼ中間に位置している。コンコードに近くある小さな都市や町としては、カナポリス市、チャイナグローブ市、ランディス町、マウントプレザント町、ハリスバーグ町、ミッドランド町、ロカスト市がある。

## 人口動態

### 2010年国勢調査
2010年国勢調査に拠れば、人口は79,066人だった 。人種別構成比は、白人70.4%、黒人17.8%、アジア系2.6%、インディアン0.3%、太平洋諸島系0.1%、その他6.4%、混血2.3%、ヒスパニック系12.3%だった。住居数は32,130軒あり、その90.7%が利用され、9.3%が空室である。

### 2000年国勢調査
以下は2000年国勢調査による人口統計データである。
| 基礎データ - 人口: 55,977 人 - 世帯数: 20,962 世帯 - 家族数: 14,987 家族 - 人口密度: 419.0人/km2（1,085.3 人/mi2） - 住居数: 22,485 軒 - 住居密度: 168.3軒/km2（435.9 軒/mi2） 人種別人口構成 - 白人: 78.83% - アフリカン・アメリカン: 15.10% - ネイティブ・アメリカン: 0.30% - アジア人: 1.22% - 太平洋諸島系: 0.03% - その他の人種: 3.35% - 混血: 1.18% - ヒスパニック・ラテン系: 7.80% 年齢別人口構成 - 18歳未満: 26.2% - 18-24歳: 8.9% - 25-44歳: 33.6% - 45-64歳: 20.2% - 65歳以上: 11.1% - 年齢の中央値: 34歳 - 性比（女性100人あたり男性の人口） - 総人口: 95.5 - 18歳以上: 92.8 | 世帯と家族（対世帯数） - 18歳未満の子供がいる: 35.2% - 結婚・同居している夫婦: 55.7% - 未婚・離婚・死別女性が世帯主: 11.5% - 非家族世帯: 28.5% - 単身世帯: 23.6% - 65歳以上の老人1人暮らし: 8.0% - 平均構成人数 - 世帯: 2.61人 - 家族: 3.08人 収入と家計 - 収入の中央値 - 世帯: 46,094米ドル - 家族: 53,571米ドル - 性別 - 男性: 37,030米ドル - 女性: 26,044米ドル - 人口1人あたり収入: 21,523米ドル - 貧困線以下 - 対人口: 8.2% - 対家族数: 5.8% - 18歳未満: 10.0% - 65歳以上: 12.7% |

### 宗教
コンコードの初期開拓者はドイツ人ルーテル教会員、改革派、スコットランド人あるいはスコットランド系アイルランド人の長老派教会員であり、1750年代にカバラス郡に入植を始めた。1773年、ザイオン教会の集団とセントジョンズ教会の集団、約60家族がザイオン教会のクリストファー・リンテルマンとセントジョンズ教会のクリストファー・ライアリーに、ロンドンに行って国王ジョージ3世からドイツのハノーファーの説教師（また学校の教師）を確保する許可を求めるよう依頼した。ハノーファーの教会会議がこのノースカロライナからの要請に応えるためにアドルファス・ナスマンを選び、ノースカロライナでは初のルーテル派説教師となり、ソールズベリーからコンコードまで5つの教会の牧師を務め、その後、コンコード、カバラス郡、ローワン郡の地域で20の教会と5つの学校を建てて行った。
今日では宗教も広く多様になっており、全体ではいずれかの宗教団体に帰属する率が高い。2000年の宗教に関する報告書では、住民の63%以上が地元の宗教団体と関わっている。市内には多くの教会、ユダヤ教の教会、寺院、オラムがある。

## 経済
コンコードの経済は輸送と交通、金融、製造、モータースポーツ、および様々なサービス業など多岐にわたっている。

### 主要雇用主
コンコードには多くの小企業があるが、カロライナズ・ヘルスケア・システム、カバラス郡教育学区、シューショー Inc.、セルガード LLC、コネクションズ、ラウシュ・フェンウェイ・レーシング、シスコ・フーズ、S&Dコーフィーなどの大企業もあり、通信のACN Inc.は国際本社を置いている。
コンコード市の2014年包括的財務報告書に拠れば、郡内の主要雇用主は次の通りである。
| 順位 | 雇用主                                           | 従業員数 |
| ---- | ------------------------------------------------ | -------- |
| 1    | カロライナズ・メディカルセンター・ノースイースト | 4,500    |
| 2    | カバラス郡教育学区                               | 3,800    |
| 3    | カバラス郡政府                                   | 950      |
| 4    | コンコード市政府                                 | 901      |
| 5    | コネクションズ                                   | 900      |
| 6    | シューショー                                     | 800      |
| 7    | ノースカロライナ州政府                           | 770      |
| 8    | カナポリス市教育学区                             | 750      |
| 9    | S&Dコーフィー・アンド・ティ                      | 625      |
| 10   | シスコ                                           | 510      |

### モータースポーツ
コンコード市内にはシャーロット・モーター・スピードウェイ、NASCAR研究開発所（ツーリングやスポーツカー・レースの研究本部でもある）があり、ヘンドリック・モータースポーツ、ラウシュ・フェンウェイ・レーシング、リチャード・ペティ・モータースポーツ、チップ・ガナッシ・レーシングなどプロのレーシングチームが本拠地を置いている。スピードウェイは1959年にノースカロライナ州オークボロ生まれのブラトン・スミスが開設した。スミスの会社スピードウェイ・モータースポーツがシャーロット・モーター・スピードウェイを所有している。この会社はスピードウェイに隣接するドラッグストリップとダートのトラック施設も所有し運営している。市内には車両（大半はモータースポーツの車両）の空力学特性を試験する最新式風洞実験施設を所有する会社、ウィンズヒア Inc.もある。

## 市政府

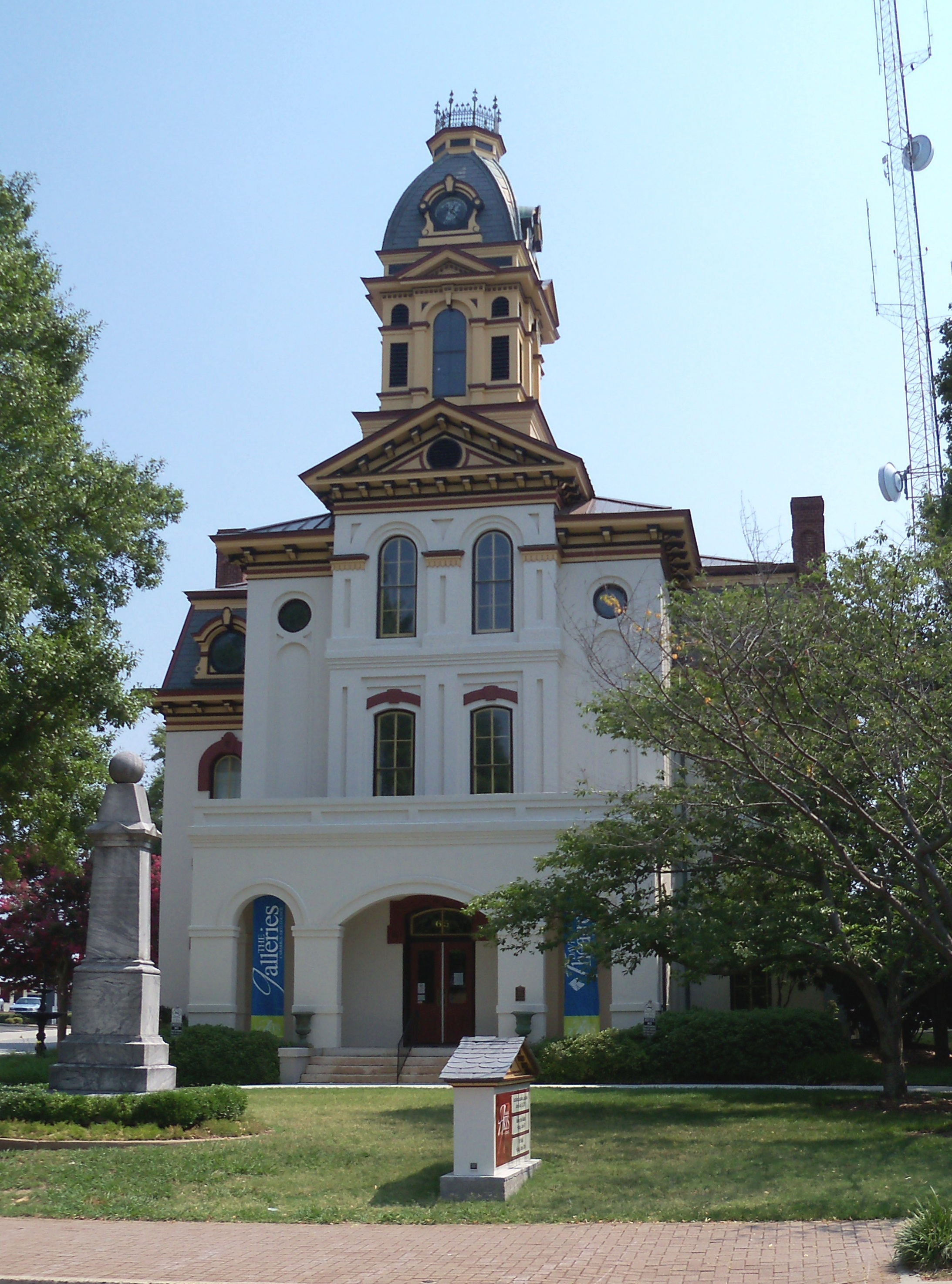
中心街にある郡庁舎

コンコード市は市政委員会・マネジャー方式の政府を採用している。市長と市政委員は2年毎に改選され、多選制限は無い。市政委員会が1つの主体として市政府の権限の大半を保有している。例えば条例を成立させ、決議を行い、企画を採用し、市の予算を確定させる。市長は市政委員会の議長を務め、賛否同数の場合のみ投票できる。指導者である役割に加えて、特別行事では市の代表となる。市政委員会は専門職の市マネジャーを指名して、市政委員会の決定事項を管理し実行させる。概して、市政府は1人の市長、7人の市政委員、1人の指名によるマネジャーという構造である。
コンコード市政府は市民に様々なサービスを提供している。ノースカロライナ州法で要求されている消防、警察、ゴミ処理、街路の維持、上水、下水管理の6つが必須である。これらの他に送電、公園とレクリエーション、洪水制御、交通（街路の維持と計画）、経済開発、企画と地区割り、地域社会開発、環境保護、交通体系、地域空港の運営が行われている。2012年会計年度予算は2億772万4,003ドルだった。政府は資産税、州から配分される消費税、上下水利用料、電力利用料、事業免許料、連邦政府あるいは州政府からの補助金、その他公園とレクリエーション、空港利用料、地区割りなどからの料金から歳入を得ている。再にゅはサービスという形で地域社会に還元されている。

### 郡庁舎
カバラス郡庁舎は1876年に完成し、1974年にはアメリカ合衆国国家歴史登録財に指定された。1892年に高さ4.9メートル の大理石製南北戦争の記念碑が除幕され、正面芝生に置かれている。

## 教育
教育機会として初等、中等、高等教育に公立と私立の学校がある。公共教育はカバラス郡教育学区が管轄している。小学校は12校、中学校4校、高校5校がある。高等教育機関としてはローワン・カバラス・コミュニティカレッジ、カバラス健康科学カレッジ、バーバー・スコティア・カレッジ、およびコンコードの南西数マイルのノースカロライナ大学シャーロット校がある。
コンコード市内の私立初等中等教育学校は以下の通りである。
- キャノン学校
- コンコード・ファースト・アセンブリー・アカデミー
- コブナント・クラシカル・スクール[23]

## 地区とレクリエーション

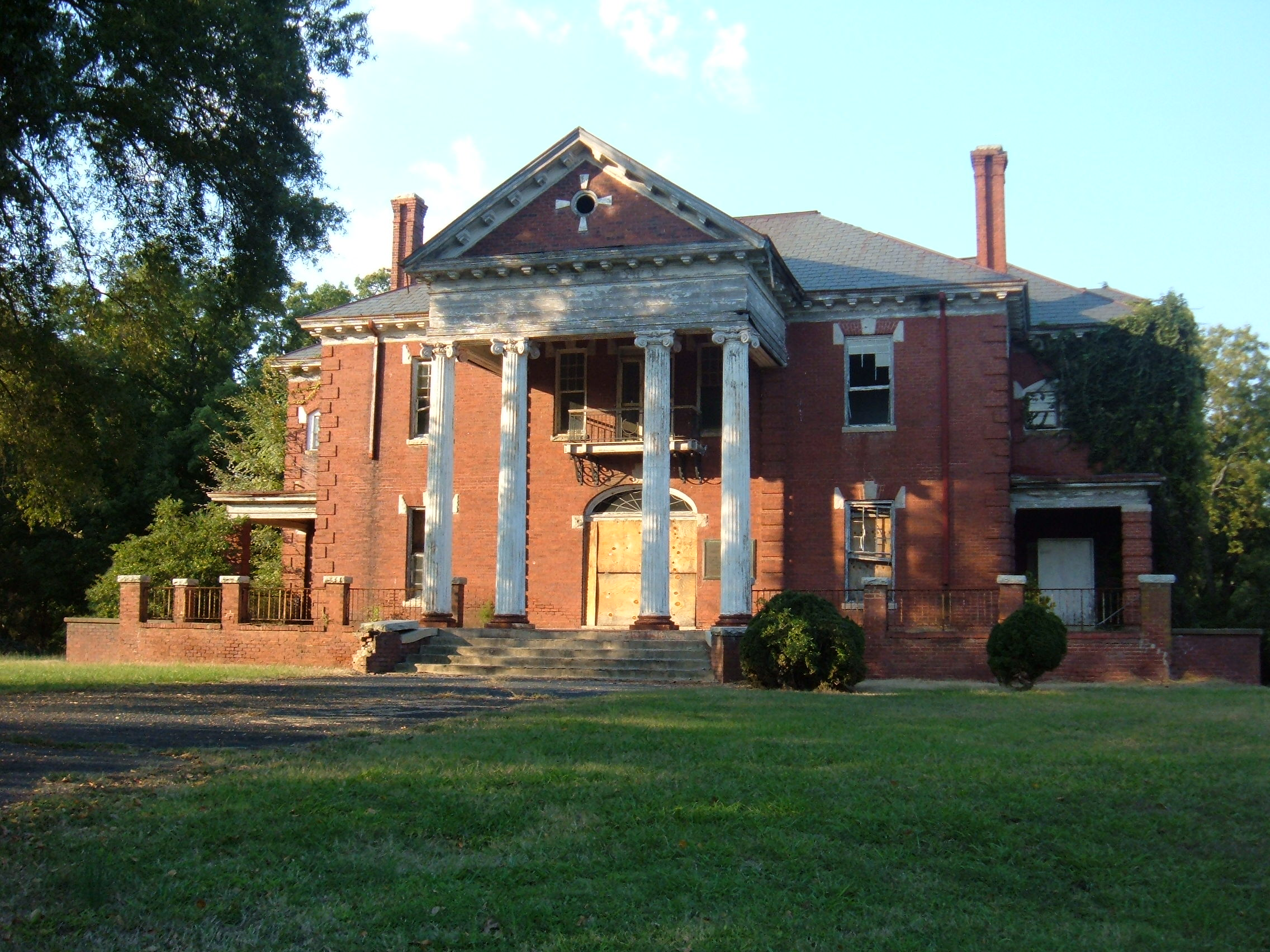
キャノン邸

2000年、コンコード市政委員会が「より強い地区のための共同事業」プログラムを取り入れた。このプログラムは市の各地区に住む住人の生活を強化するために設計され、生活の質を上げ、コンコード市を故郷とする人々のための行事の質をあげている。このプログラムの一部として、市職員がこのプログラムに参加する地区に直接働きかける連絡係として指名されることを志願している。この動きを通じて市政府と市民の間に強いコミュニケーションが築かれている。このプログラムに市内45の地区が参加しており、地域の不動産市場において、自家を求める人に最も人気のある町の1つにしてきている。選択肢が多様であり、ごく質素な家から数百万ドルもするような家まで選択できる。
コンコード市内には3か所にレクリエーション・センターがあり、公園8か所、スポーツ施設4か所、水泳とその授業を行うアクアティックス・センターもある。フィッシャー湖は延長3マイル（5 km) の湖岸と面積534エーカー (2.16 km2) の湖面があり、レジャーボート、釣り、緑地散歩道、自転車道を楽しむことができる。ダン・メイプルズが設計した18ホールのロッキー川ゴルフクラブではゴルフ大会もあり、市が所有運営し、契約会社が管理している。
ウェスト・カバラスYMCAやスポーツセンターなど民間のレクリエーション施設も利用できる。ウェスト・カバラスYMCAは2003年に開設された。スポーツセンターは民間が所有する運動とレクリエーションの施設である。

### 商業
中心街にある商店街ではアンティーク、収集品、芸術や工芸品が見られる。シャーロット・モーター・スピードウェイから数分の距離にはカロライナ・モールやコンコード・ミルズなど大型小売店集積地もある。

## 交通

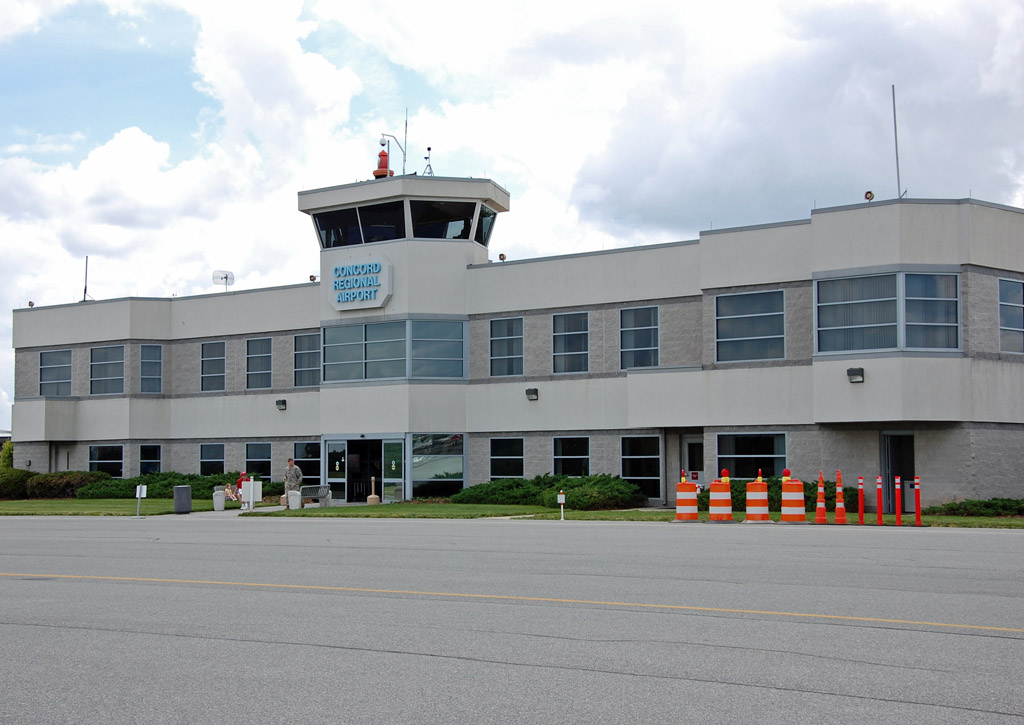
コンコード地域空港

### 高規格道路
州間高速道路85号線がコンコードと、北東のグリーンズボロやダーラム、南西のシャーロットやグリーンビル、さらにジョージア州アトランタと直接繋いでいる。市内では8車線に拡張される工事が南から北に進行している。州間高速道路485号線が市内南西部を通り、カバラス郡とメクレンバーグ郡の郡境に数マイル並行して、シャーロット地域へのアクセスを可能にしている。485号線はメクレンバーグ郡境の南で85号線と交差している。このインターチェンジは現在スタック型に組み直されており、最終的にコンコードとメクレンバーグ郡北部の自動車専用道による接続を可能にする。アメリカ国道29号線と同601号線も市内を通り、州内の他の部分とを繋いでいる。国道29号線はシャーロットとグリーンズボロの間の大半で州間高速道路85号線の代替路になっている。

### バス
コンコード市内ではコンコード・カナポリス地域交通、別名CKライダーと呼ばれるバスの交通体系があり、コンコードとカナポリスでバス便を運行している。このシステムはシャーロット地域交通システムとも接続しており、急行便や乗り換え点での定期便もある。グレイハウンドのバスも地域を通っている。

### 鉄道
コンコードを通る鉄道が1本ある。ノースカロライナ鉄道が所有している。この線を使う幾つかの貨物用産業施設がある。現在旅客用の駅は無いが、アムトラックは隣接するカナポリス駅とシャーロット駅で停車している。

### 空港
コンコード地域空港はコンコード市が所有し運営する空港である。シャーロット・ダグラス国際空港の代替空港に指定されている。シャーロット・ダグラス国際空港から国内、国際便を利用できる。コンコード地域空港は、チャーター機、制限付き商業便、飛行訓練学校、民間機が利用している。この空港を利用する航空機は、セスナ 150から、ビーチクラフト ボナンザ、グラマン ガルフストリーム II、ボーイング737-300まで幅広い。

## 近隣の観光地

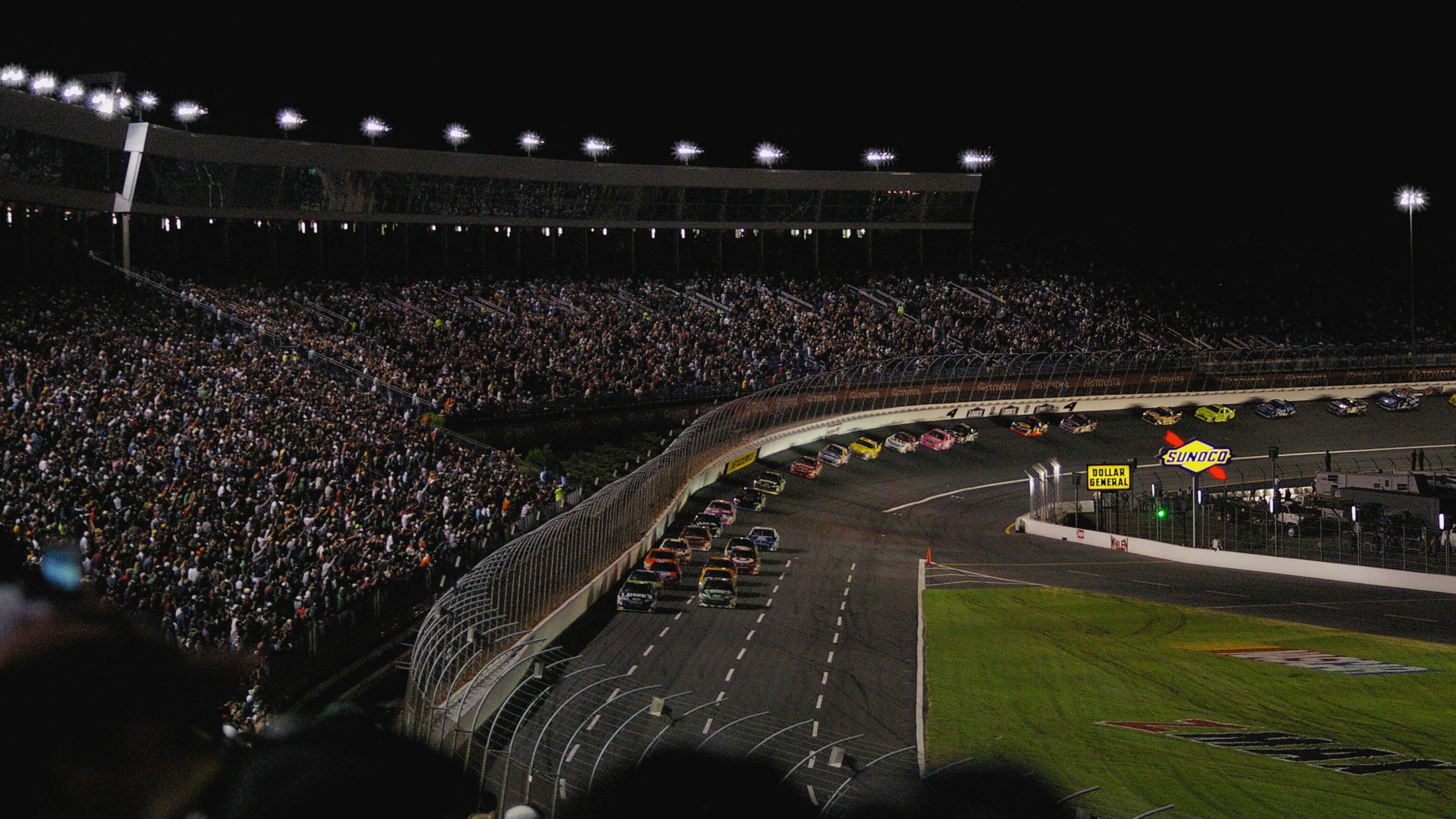
シャーロット・モーター・スピードウェイでの夜間レース

コンコードには、モールが2か所、博物館1か所、家族リゾート1か所、アミューズメントパーク1か所、スポーツ会場3か所、アリーナとイベント会場1か所があり、アリーナは全郡から多目的に利用されている。
- カバラス・アリーナ & イベンツセンター
- カロライナ・モール[25]
- カロライナ・ルネサンス・フェスティバル
- シャーロット・モーター・スピードウェイ
- コンコード・ミルズ・モール
- コンコード・スピードウェイ（ミッドランド町内）
- グレートウルフ・ロッジ
- zMax ドラッグウェイ

## 姉妹都市
コンコードは国際姉妹都市協会が指定する4つの姉妹都市関係がある。
- アイルランド、キラーニー
- バハマ、フリーポート

## 著名な出身者
- ニキタ・コロフ、プロレスラー、WCW
- スキート・ウールリッチ、俳優、バージニア州リンチバーグで生まれ、コンコードで育ち、現在はロサンゼルスに住んでいる
- カイル・シーガー、メジャーリーグベースボール選手、シアトル・マリナーズ
- コーリー・シーガー、メジャーリーグベースボール選手、ロサンゼルス・ドジャース